# Margaret Boden
Margaret Ann Boden, OBE, FBA (Londres, 26 de novembro de 1936 – Brighton, 18 de julho de 2025) foi professora e pesquisadora de ciências cognitivas no departamento de informática da universidade de Sussex, onde seu trabalho abrange os campos da inteligência artificial, psicologia, filosofia, e ciência cognitiva e da computação.

## Infância e educação
Boden foi educada na City of London School for Girls no final dos anos 1940 e 1950. No Newnham College em Cambridge, ela recebeu honras de primeira classe em ciências médicas, alcançando a pontuação mais alta em todas as ciências naturais. Em 1957, ela estudou história da filosofia moderna na Cambridge Language Research Unit dirigida por Margaret Masterman.

## Carreira
Boden foi nomeada professora de filosofia na Universidade de Birmingham em 1959. Ela se tornou uma Harkness Fellow na Harvard University de 1962 a 1964, depois voltou a Birmingham por um ano antes de se mudar para uma posição em filosofia e psicologia na Sussex University em 1965, onde mais tarde foi nomeada Professora em 1980. Ela recebeu um PhD em psicologia social com especialidade em estudos cognitivos em Harvard em 1968.
Ela credita a leitura de "Plans and the Structure of Behavior", de George A. Miller, por ter dado a ela a compreensão de que as abordagens de programação de computador podem ser aplicadas a toda a psicologia.
Boden se tornou reitora da Escola de Ciências Sociais em 1985. Dois anos depois, ela se tornou a reitora fundadora da Escola de Ciências Cognitivas e da Computação (COGS) da Universidade de Sussex, precursora do atual Departamento de Informática da universidade. Desde 1997, ela foi Professora Pesquisadora de Ciências Cognitivas no Departamento de Informática, onde seu trabalho abrange as áreas de inteligência artificial, psicologia, filosofia e ciência cognitiva e da computação.
Boden tornou-se membro da British Academy em 1983 e serviu como vice-presidente de 1989 a 1991.  Boden foi membro do conselho editorial do The Rutherford Journal.
Boden morreu em Brighton, Inglaterra, no dia 18 de julho de 2025, aos 88 anos.